# Hamburg-Altona-Nord

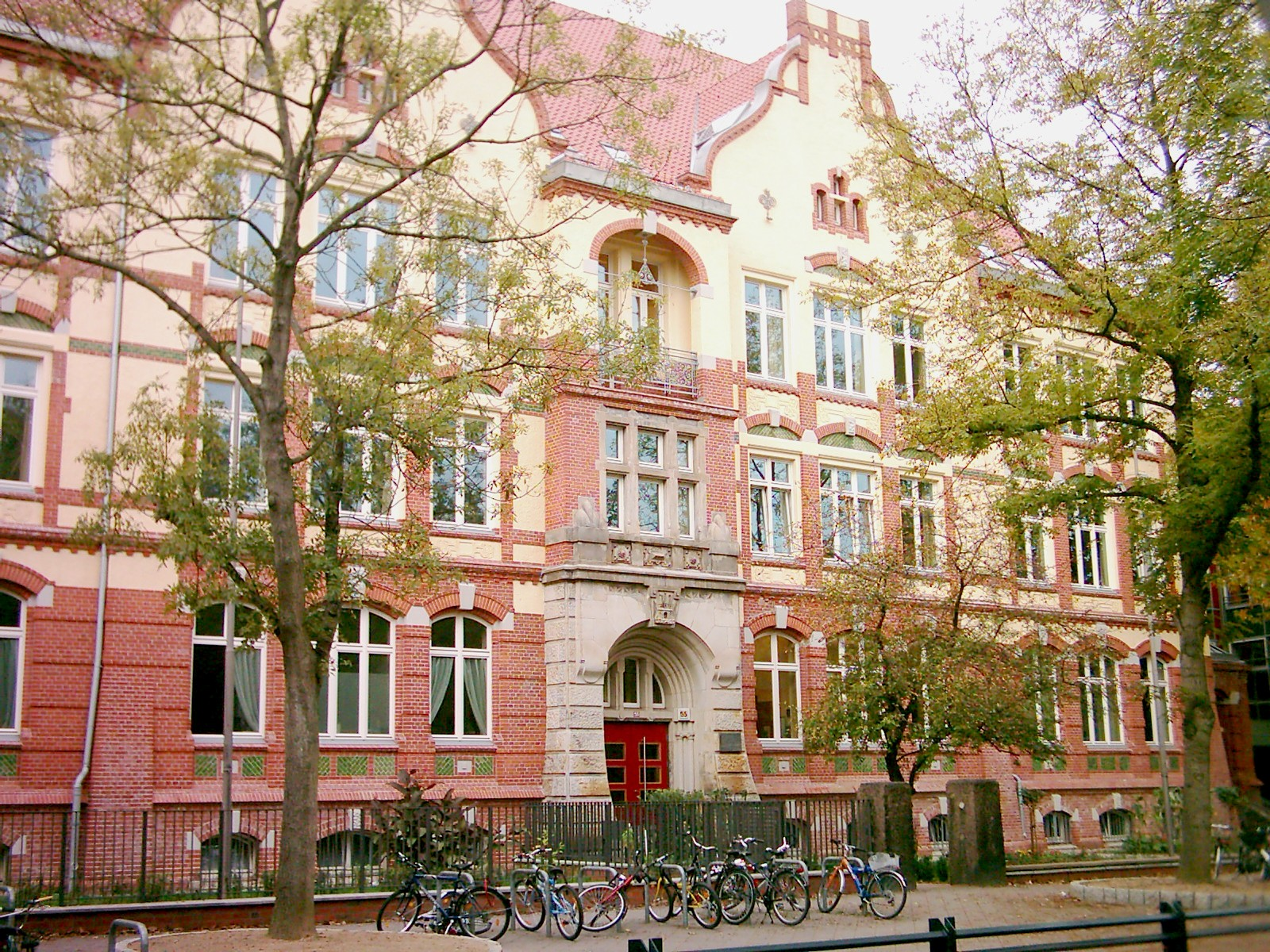
Theodor-Haubach-skolan

Hamburg-Altona-Nord är en stadsdel i stadsdelsdistriktet Hamburg-Altona i den tyska staden Hamburg. Stadsdelen motsvarar de norra förorterna av den tidigare självständiga staden Altona, som sedan 1938 ingår i Hamburg. Här finns bl.a. Sportplatz Memellandallee, Holstenplatz och Neue Flora.

## Kommunikationer
I stadsdelen finns Hamburg Altona station som är en av Hamburgs största centralstationer för fjärrtåg, regionaltåg samt Hamburgs pendeltåg. Vidare finns även Holstenstrasse samt Diebsteich station för pendeltågen.

## Bilder

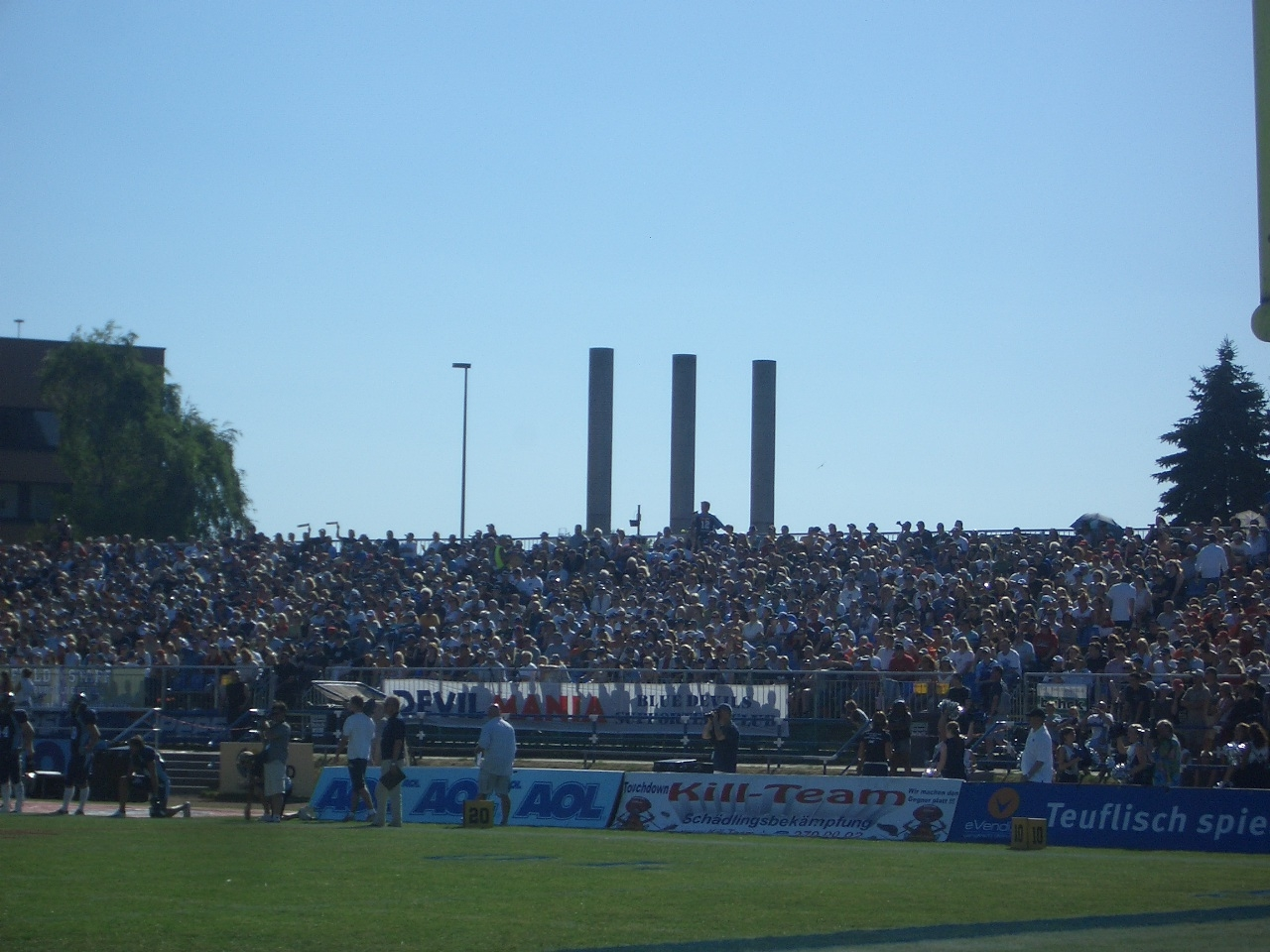
Sportplatz Memellandallee
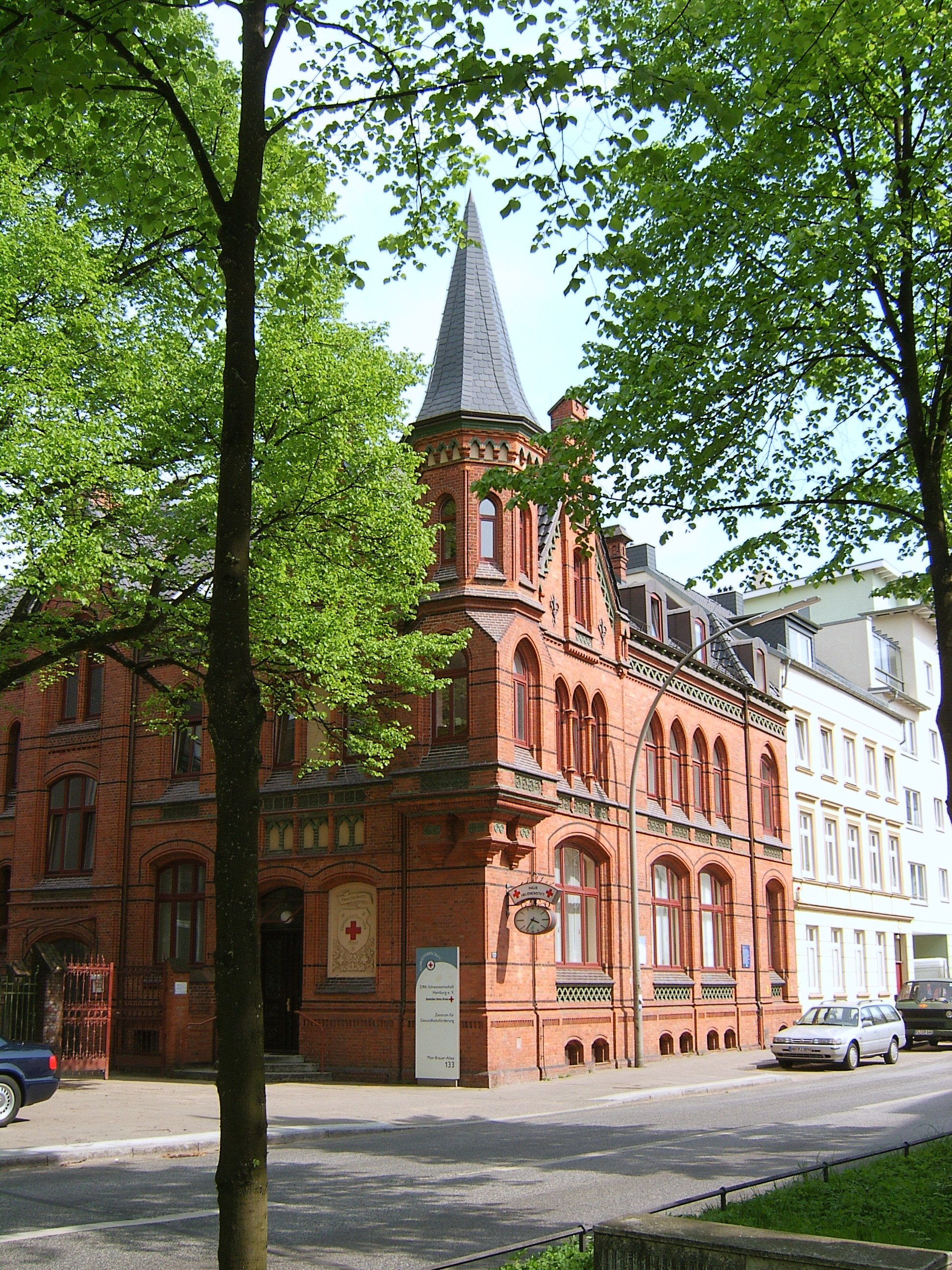
Max Brauer Allee
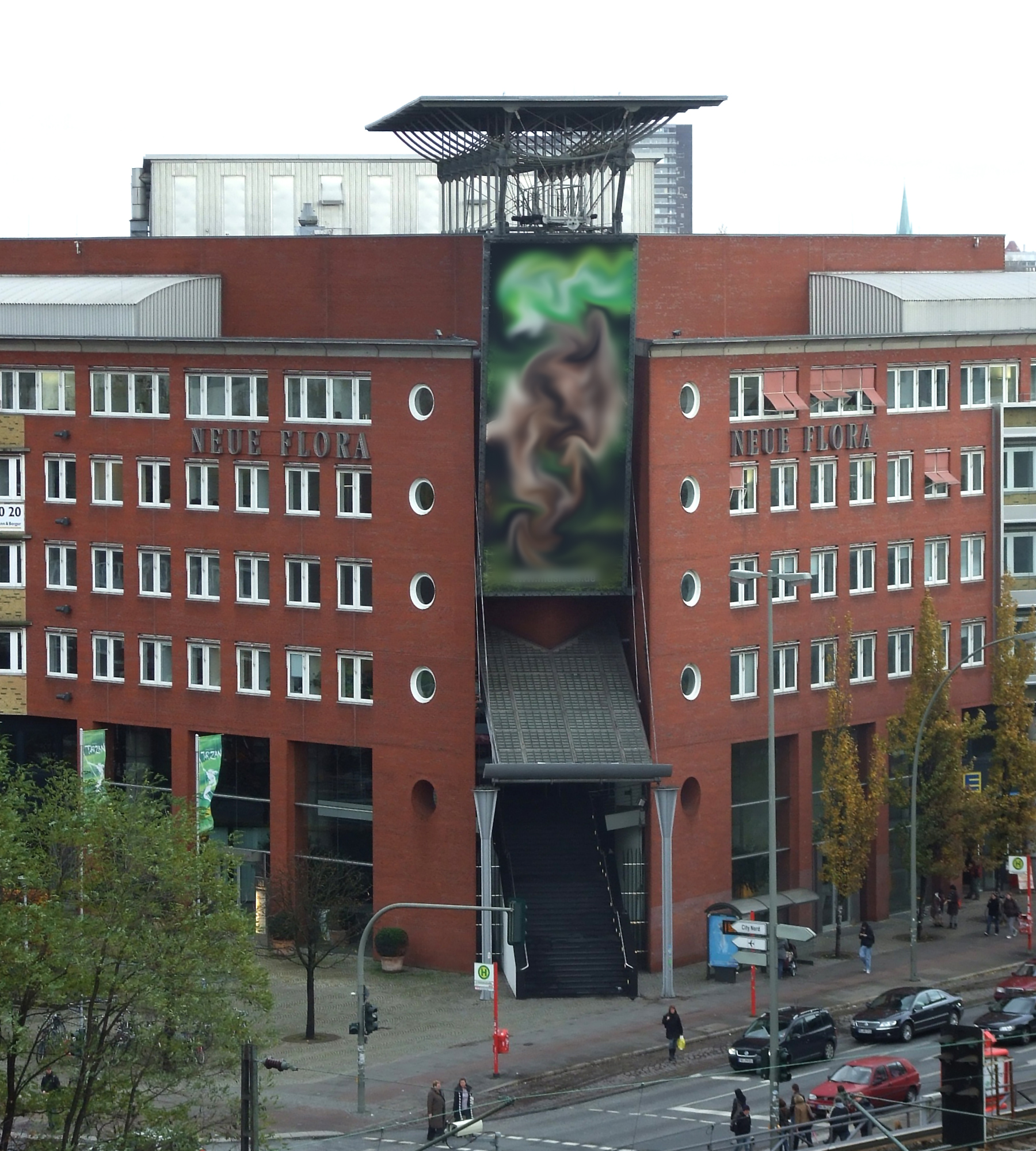
Neue Flora
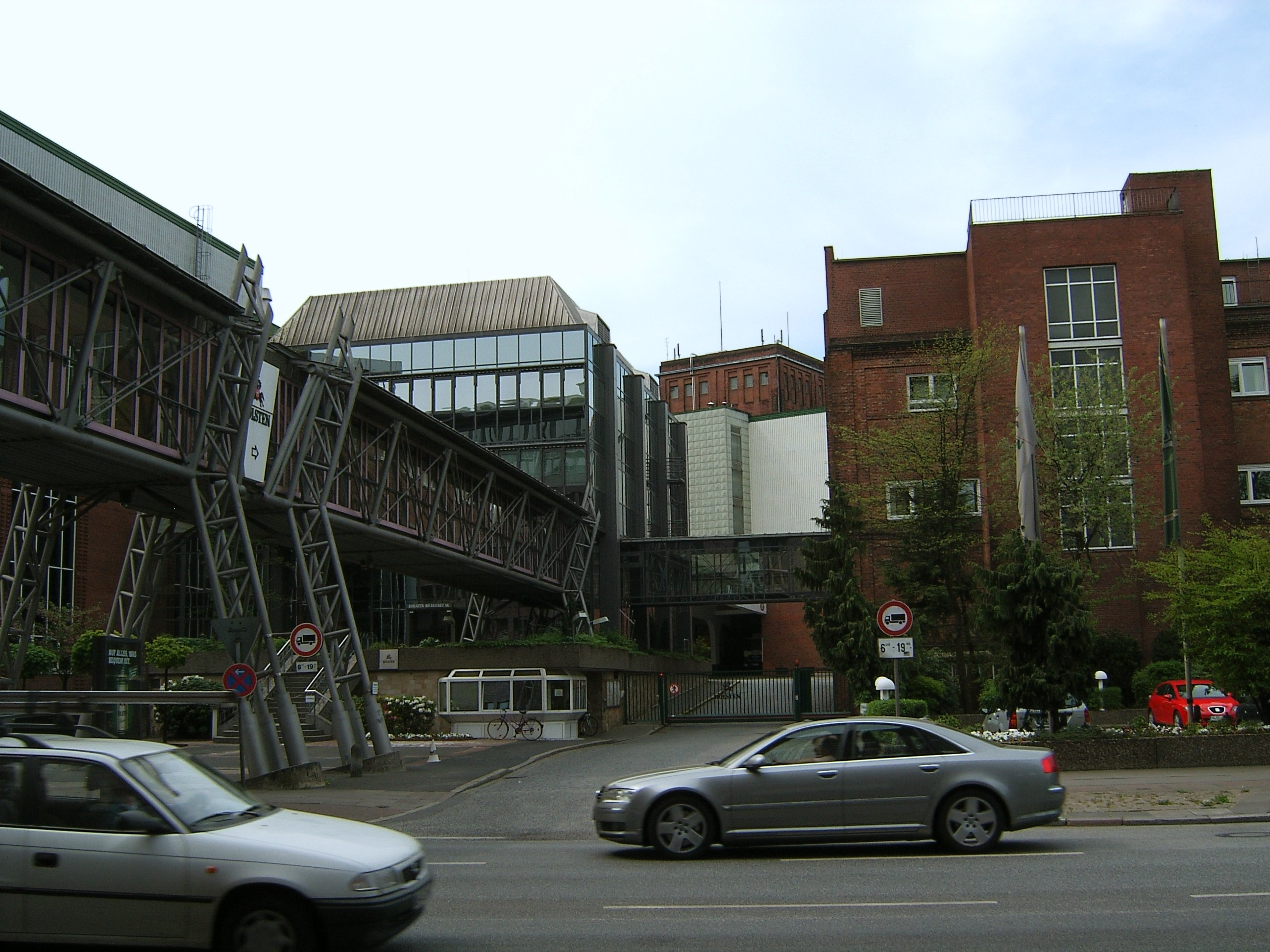
Holstenbrauerei
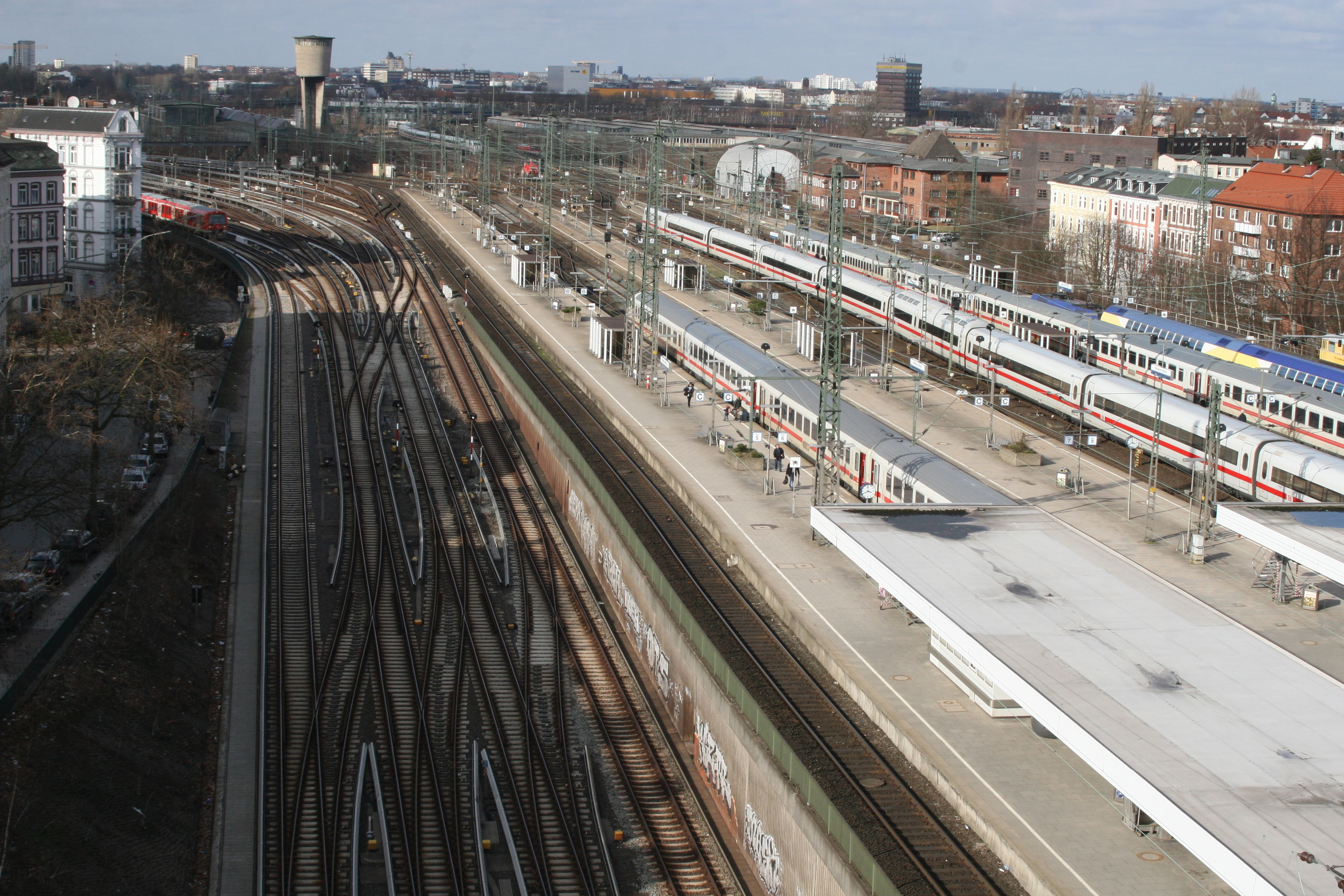
Hamburg Altona station
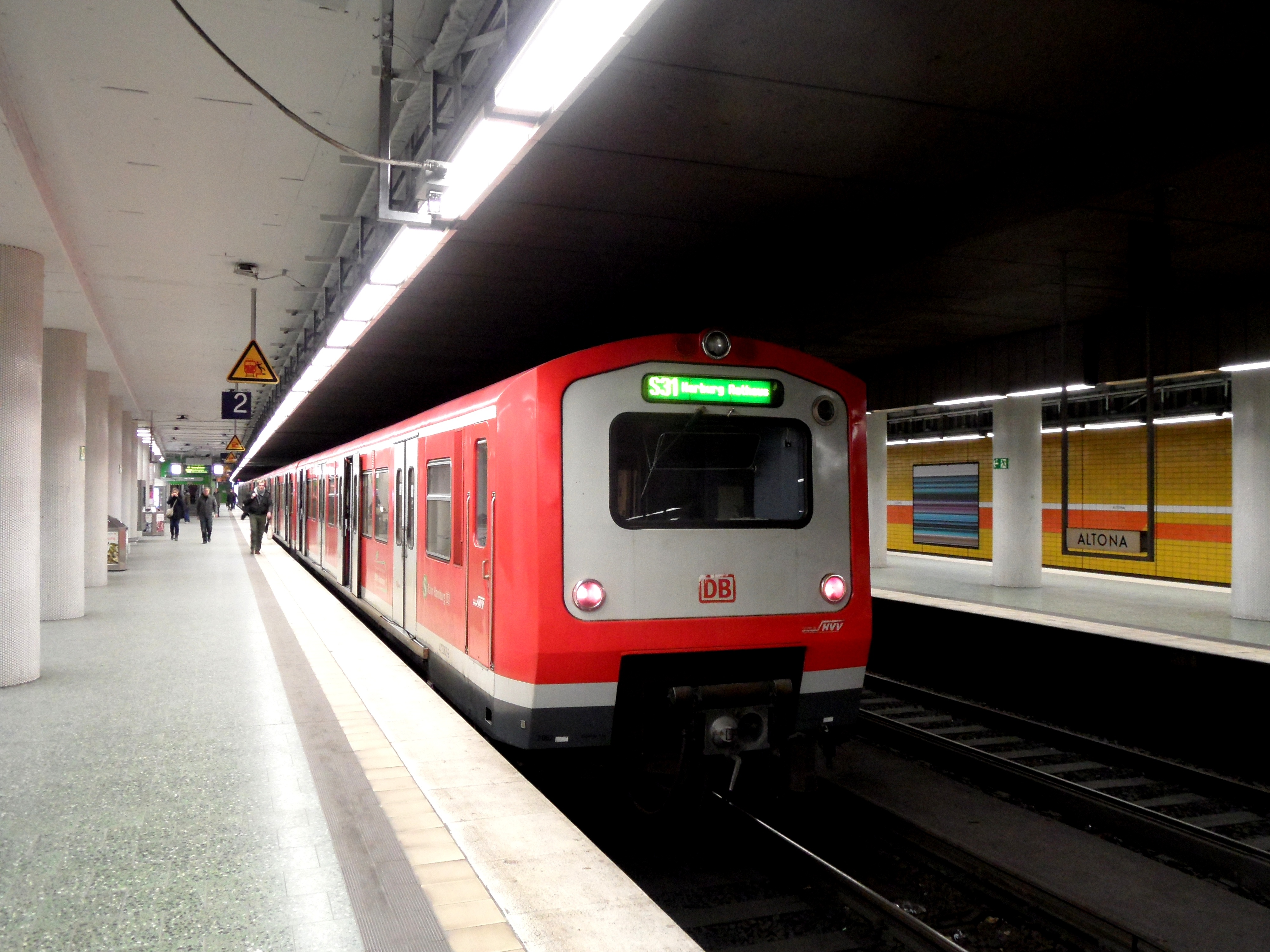
Pendeltåg på underjordiskt plan i Hamburg Altona station